# Villa del Rosario (Entre Ríos)
Pour les articles homonymes, voir Villa del Rosario.
Villa del Rosario est une localité rurale argentine située dans le département de Federación et dans la province d'Entre Ríos.

## Statut de municipalité
Dans la deuxième étape de la formation de la communauté. À partir de 1961, elle aura sa propre structure politique, se séparant de l'ancienne Villa Libertad (Chajarí). À la tête de ce mouvement se trouvaient les voisins dirigés par le curé Abecia. Il a été le premier maire et, avec le soutien de ses voisins, a façonné le profil et l'identité actuels de Villa del Rosario.
La loi no 1875 de 1872 qui a ordonné la fondation de Villa Libertad (plus tard appelée Chajarí) a établi que son ejido devait être de quatre lieues carrées, mais cette colonie a été agrandie de trois lieues carrées (13 300 ha) en 1877 pour inclure la région de Villa del Rosario. Lorsque la municipalité a été établie le 20 juin 1889, Villa Libertad avait 11 lieues carrées d'ejido après avoir incorporé Colonia Ensanche Sauce. Le 19 septembre 1961, la loi no 4381 a été adoptée - promulguée le 26 septembre 1961 - qui approuvait la création de la municipalité de Villa del Rosario et rétablissait le premier ejido de Chajarí de 4 lieues carrées,. La municipalité de 2e catégorie de Villa del Rosario a été attribuée le 6 octobre 1961 par le décret no 5578/1961 MGE avec un ejido de 13 300 ha.

## Religion
| Diocèse   | Concordia                  |
| --------- | -------------------------- |
| Paroisses | Nuestra Señora del Rosario |